# Harlow Shapley
Harlow Shapley, född 2 november 1885 i Nashville, Missouri, död 20 oktober 1972 i Boulder, Colorado, var en amerikansk astronom. Han var far till nationalekonomen Lloyd Shapley. 
Shapley studerade astronomi vid Princeton University, och ägnade sig särskilt åt förmörkelsesvariabler (A Study of the Orbits of Eclipsing Binaries, 1915). År 1914 anställdes han vid Mount Wilson-observatoriet där han främst ägnade sig åt stjärnfotometri. Resultatet av dessa studier publicerade han i Studies Based on the Colors and Magnitudes in Stellar Clusters 1-19 ("Contributions from the Mount Wilson Observatory", VI-X, 1915-21), och dessa ledde honom till ett vidsträckt och banbrytande perspektiv på Vintergatans utsträckning och storlek. Solen befinner sig inte i Vintergatans centrum, utan en bit utanför. De stora stjärnhoparna befinner sig på mätbart avstånd från Vintergatan och förefaller att avta mot denna. Åren 1921-52 var han direktör för Harvard College-observatoriet i Cambridge, Massachusetts, och studerade där Magellanska molnen och variabla stjärnor som en vidare fortsättning av hans diskussion om universums struktur. Han studerade dels ensam, dels tillsammans med andra, bland annat sin hustru Martha Betz Shapley, ljus- och färgkurvan för enskilda variabla stjärnor och beräknade banan för förmörkelsesvariabler.
Shapley studerade senare särskilt cepheidvariabler, och med hjälp av den av Henrietta Swan Leavitt för denna klass variabla stjärnor funna relationen mellan period och ljusstyrka beräknade han avstånden till åtskilliga avlägsna objekt, som till exempel Magellanska molnen, för vilka avståndet uppskattades till omkring 100 000 ljusår. Tillsammans med Adelaide Ames undersökte han en så kallad klotformig stjärnhop i riktning mot Comahopen och Jungfrun och beräknade dess avstånd till omkring 10 miljoner ljusår. Han publicerade sina undersökningar i de olika publikationerna från Harvard Observatory: "Harvard Annals", "Harvard Circulars" och "Harvard Bulletins". Han tilldelades Royal Astronomical Societys guldmedalj 1934 och Bruce-medaljen 1939 samt invaldes som utländsk ledamot av svenska Vetenskapsakademien 1938.
Asteroiden 1123 Shapleya är uppkallad efter honom.